# Rally de Marruecos (rally raid)
El Rally de Marruecos es un rally raid que se disputa cada año en otoño en Marruecos. Formó parte de la Copa Mundial de Rally Cross-Country de la FIA del Campeonato Mundial de Rally Cross-Country de la FIM y desde 2022 para el Campeonato Mundial de Rally Raid. Está organizado por NPO.

## Palmarés

### Coches y Motos
| Año  | Coches               | Coches             | Coches                           | Motos             | Motos       |
|      | Piloto               | Copiloto           | Constructor                      | Piloto            | Constructor |
| ---- | -------------------- | ------------------ | -------------------------------- | ----------------- | ----------- |
| 2000 | Jean-Louis Schlesser | Henri Magne        | Buggy Schlesser                  | Cyril Despres     | Honda       |
| 2001 | Jean-Louis Schlesser | Henri Magne        | Buggy Schlesser                  | Richard Sainct    | KTM         |
| 2002 | Jean-Louis Schlesser | Henri Magne        | Buggy Schlesser                  | Richard Sainct    | KTM         |
| 2003 | Giniel de Villiers   | Tina Thörner       | Nissan                           | Cyril Despres     | KTM         |
| 2004 | Stéphane Peterhansel | Jean-Paul Cottret  | Mitsubishi                       | Isidre Esteve     | KTM         |
| 2005 | Bruno Saby           | Michel Périn       | Volkswagen                       | Isidre Esteve     | KTM         |
| 2006 | Giniel de Villiers   | Dirk von Zitzewitz | Volkswagen                       | Marc Coma         | KTM         |
| 2007 | Giniel de Villiers   | Dirk von Zitzewitz | Volkswagen                       | Ruben Faria       | KTM         |
| 2008 | Jean-Louis Schlesser | Arnaud Debron      | Buggy Schlesser                  | David Frétigné    | Yamaha      |
| 2009 | Stéphane Peterhansel | Jean-Paul Cottret  | BMW X-Raid                       | Marc Coma         | KTM         |
| 2010 | Stéphane Peterhansel | Jean-Paul Cottret  | BMW X-Raid                       | Cyril Despres     | KTM         |
| 2011 | Bernhard ten Brinke  | Matthieu Baumel    | Mitsubishi                       | Helder Rodrigues  | Yamaha      |
| 2012 | Éric Vigouroux       | Alexandre Winocq   | Chevrolet                        | Cyril Despres     | KTM         |
| 2013 | Orlando Terranova    | Paulo Fiúza        | Mini All4 Racing                 | Paulo Gonçalves   | Honda       |
| 2014 | Nasser Al-Attiyah    | Matthieu Baumel    | Mini All4 Racing X-Raid          | Marc Coma         | KTM         |
| 2015 | Nasser Al-Attiyah    | Matthieu Baumel    | Mini All4 Racing X-Raid          | Sam Sunderland    | KTM         |
| 2016 | Nasser Al-Attiyah    | Matthieu Baumel    | Toyota Hilux Toyota Gazoo Racing | Toby Price        | KTM         |
| 2017 | Nasser Al-Attiyah    | Matthieu Baumel    | Toyota Hilux Toyota Gazoo Racing | Matthias Walkner  | KTM         |
| 2018 | Nasser Al-Attiyah    | Matthieu Baumel    | Toyota Hilux Toyota Gazoo Racing | Toby Price        | KTM         |
| 2019 | Giniel de Villiers   | Álex Haro          | Toyota Hilux Toyota Gazoo Racing | Andrew Short      | Husqvarna   |
| 2020 | Cancelado            | Cancelado          | Cancelado                        | Cancelado         | Cancelado   |
| 2021 | Nasser Al-Attiyah    | Matthieu Baumel    | Toyota Hilux Toyota Gazoo Racing | Pablo Quintanilla | Honda       |
| 2022 | Guerlain Chicherit   | Alex Winocq        | Prodrive Hunter GCK Motorsport   | Skyler Howes      | Husqvarna   |
| 2023 | Nasser Al-Attiyah    | Timo Gottschalk    | Toyota Hilux Toyota Gazoo Racing | Toby Price        | KTM         |
| 2024 | Nasser Al-Attiyah    | Édouard Boulanger  | Dacia Sandrider                  | Daniel Sanders    | KTM         |

### Categorías FIA
| Año  | T3 / Challenger                  | T3 / Challenger    | T4 / SSVs                     | T4 / SSVs                        | T5 / Camiones                                 | T5 / Camiones   | Serie |
| Año  | Piloto y Copiloto                | Constructor        | Piloto y Copiloto             | Constructor                      | Piloto y Copiloto                             | Constructor     | Serie |
| ---- | -------------------------------- | ------------------ | ----------------------------- | -------------------------------- | --------------------------------------------- | --------------- | ----- |
| 2019 | Reinaldo Varela Gustavo Gugelmin | Can-Am. Maverick   | No realizado                  | No realizado                     | No realizado                                  | No realizado    | WRCC  |
| 2021 | Pavel Lebedev Kirill Shubin      | Can-Am Maverick    | Aron Domżała Maciej Marton    | Can-Am. Maverick XRS             | No realizado                                  | No realizado    | WRCC  |
| 2022 | Seth Quintero Zenz Dennis        | GRally Team OT3    | Rokas Baciuška Oriol Vidal    | Can-Am Maverick X RS Turbo       | Martin Macík František Tomášek David Švanda   | Iveco Powerstar | W2RC  |
| 2023 | Marek Goczał Maciej Marton       | Can-Am Maverick X3 | João Ferreira Filipe Palmeiro | Can-Am Maverick X3 X RS Turbo RR | Tomas Vratny Bartłomiej Boba Martinec Jaromír | Ford Cargo 4x4  | W2RC  |
| 2024 | Eryk Goczał Alex Haro            | Taurus T3 Max      | Yasir Seaidan Michael Metge   | Can-Am Maverick X3 X RS Turbo RR | No realizado                                  | No realizado    | W2RC  |

## Ganadores múltiples

### Coches
| Piloto               | Victorias | Año                                            |
| -------------------- | --------- | ---------------------------------------------- |
| Nasser Al-Attiyah    | 8         | 2014, 2015, 2016, 2017, 2018, 2021, 2023, 2024 |
| Giniel de Villiers   | 4         | 2003, 2006, 2007, 2019                         |
| Jean-Louis Schlesser | 4         | 2000, 2001, 2002, 2008                         |
| Stéphane Peterhansel | 3         | 2004, 2009, 2010                               |

### Motos
| Piloto         | Victorias | Año                    |
| -------------- | --------- | ---------------------- |
| Cyril Despres  | 4         | 2000, 2003, 2010, 2012 |
| Marc Coma      | 3         | 2006, 2009, 2014       |
| Toby Price     | 3         | 2016, 2018, 2024       |
| Isidre Esteve  | 2         | 2004, 2005             |
| Richard Sainct | 2         | 2001, 2002             |

## Rally del Atlas
Coche :
- 1982 : Jean-Pierre Kurrer y el periodista Jean-Luc Roy (en Portaro 230 CV -motor Volvo-, prueba también llamada Rally París-Agadir);
- 1983, 1984, 1990, 1991 y 1994 : Pierre Lartigue (Range Rover, después Lada, después Mitsubishi, y finalmente Citroën ZX Rallye-raid con el copiloto Michel Périn) ;
- 1988, 1995 y 1997 : Ari Vatanen (Peugeot 405 Turbo 16 (1 - copiloto Bruno Berglund), después Citroën ZX Rallye-raid (2 - copilotos Fabrizia Pons después Fred Gallagher);

Moto :
- 1983 y 1984 : Serge Bacou;
- 1986, 1987 y 1989 : Gilles Lalay;
- 1990 : Stéphane Peterhansel;
- 1994, 1995 y 1996 : Andrea Mayer;
- 1996 : Heinz Kinigadner (KTM);
- 1997 y 1998 : Richard Sainct.